# Kif
Kif er et pigenavn. Navnet er godkendt som pigenavn af Familiestyrelsen. Der findes højst to personer der bærer navnet i Danmark. I Sverige bærer én enkelt mand fornavnet Kif.

## Navnet anvendt i fiktion
- Kif Kroker er en figur i den amerikanske tegnefilmsserie Futurama skabt af Matt Groening.